# Ödland-Aster
Die Ödland-Aster (Galatella sedifolia (L.) Greuter; Syn.: Aster sedifolius L.), auch Rhone-Aster und Mauerpfefferblättrige Aster genannt, ist eine Pflanzenart aus der Gattung der Steppenastern (Galatella) innerhalb der Familie Korbblütler (Asteraceae). Sie ist von Südeuropa über Südosteuropa bis in das zentrale Sibirien verbreitet und wird als Zierpflanze verwendet.

## Beschreibung

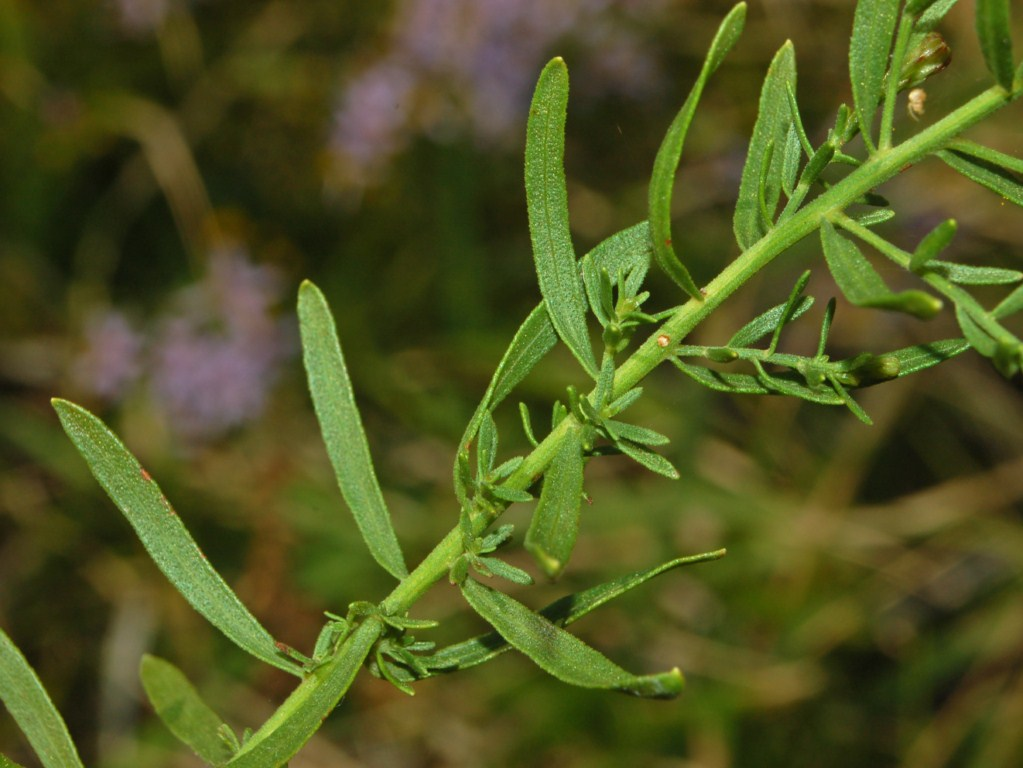
Blätter der Ödland-Aster

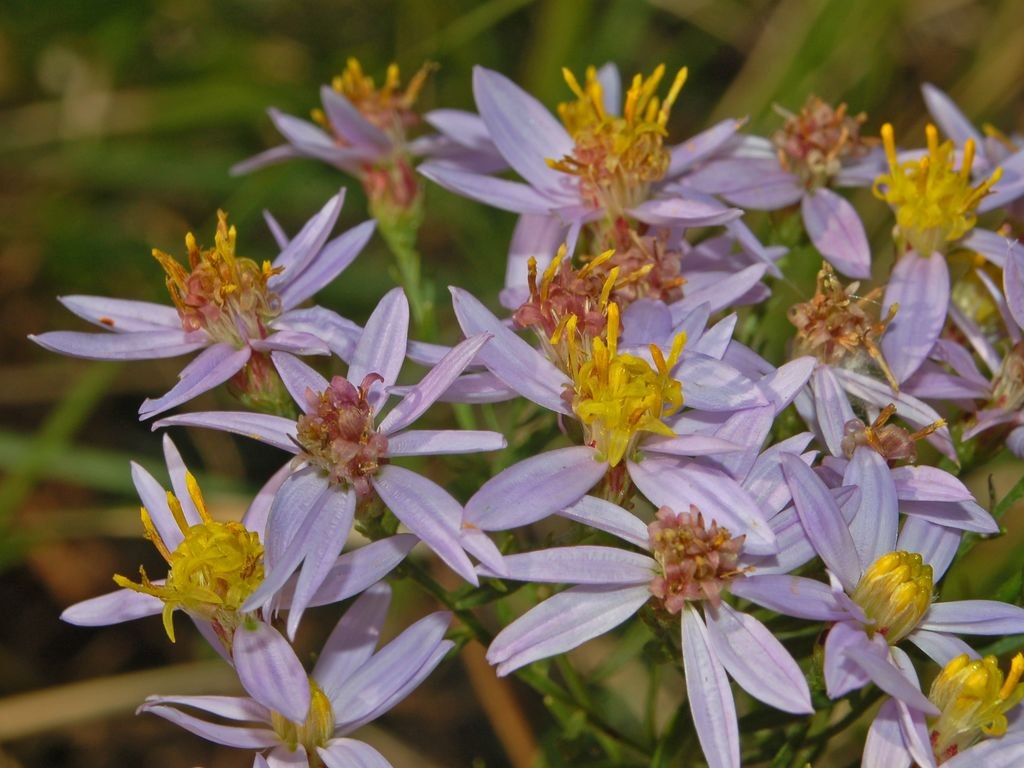
Blüten der Ödland-Aster

### Vegetative Merkmale
Die Ödland-Aster wächst als ausdauernde krautige Pflanze, die Wuchshöhen von 30 bis 100 cm erreicht. Sie bildet aufrechte, oben verzweigte Stängel aus. Die bis 4 cm langen, ganzrandigen, sitzenden, blaugrünen Laubblätter sind linealisch bis lanzettlich, mehr oder weniger rau und behaart. Die unteren Laubblätter sind gewöhnlich dreinervig, die oberen meist nur einnervig und mehr oder weniger drüsig punktiert.

### Generative Merkmale
Die Blüte dauert etwa einen Monat, meist von Mitte September bis Mitte Oktober. An den dicht beblätterten Doldenrispen stehen körbchenförmige Blüten mit einem Durchmesser von 2 bis 3 cm. Die ovalen Hüllblätter sind in 3 bis 5 Reihen angeordnet, die äußeren stachelspitzig, die inneren mehr oder weniger stumpf bis abgerundet. Der Blütenkorb besitzt nur wenige (0 bis 10), ungleichmäßige, geschlechtslose, blauviolette Zungenblüten und 5 bis 15 gelbe, später rötlich braune Röhrenblüten. Die 2,5 mm langen, hellbraunen Achänen besitzen weißliche, bis 6 mm lange Pappusborsten.

### Chromosomensatz
Die Chromosomengrundzahl ist x = 9; es liegt meist Diploidie vor, also 2n = 18.

## Vorkommen
Die Ödland-Aster ist im nördlichen Spanien und Südfrankreich über Italien, Schweiz, Österreich, Ungarn, Rumänien und den Balkan bis Osteuropa, Zentralsibirien und Xinjiang verbreitet. Die Art besiedelt stickstoffarme, basen- und kalkreiche, submediterrane Trockenrasen, Trespen-Halbtrockenrasen, Felshänge und Magerwiesen von den Küsten bis in montane Höhenlagen von 1.200 m. Sie bevorzugt warme, sonnige und sommertrockene Standorte.

## Systematik
Die Erstveröffentlichung von Aster sedifolius erfolgte 1753 durch Carl von Linné in Species Plantarum. S. 874. Die Art wurde jedoch 2003 aus der Gattung Aster ausgegliedert und unter dem Namen Galatella sedifolia (L.) Greuter von Werner Greuter neu in die biologische Systematik eingeordnet, um die Gattungen monophyletisch zu machen. Weitere Synonyme sind Aster hyssopifolius L., Aster punctatus Waldst. & Kit., Galatella hyssopifolia (L.) Nees, Galatella insculpta Nees, Galatella punctata (Waldst. & Kit.) Nees und Galatella rossica Novopokr.
Von der sehr formenreichen Art können die folgende Unterarten unterschieden werden:
- Galatella sedifolia (L.) Greuter subsp. sedifolia (Gewöhnliche Ödland-Aster): Sie kommt im gesamten Verbreitungsgebiet der Art vor. Der Blütenkopf hat 5 bis 10 Zungenblüten und 5 bis 15 Röhrenblüten. Die Hüllblätter sind kahl und meist etwas klebrig und glänzend, die Stängel rau, die Laubblätter drüsig punktiert.
- Galatella sedifolia subsp. biflora (L.) Sennikov (Zweiblütige Ödland-Aster): Sie kommt in Osteuropa bis zum zentralen Sibirien und Xinjiang vor.
- Galatella sedifolia subsp. dracunculoides (Lam.) Greuter (Russische Ödland-Aster): Sie kommt in Russland und Rumänien vor. Der Blütenkopf hat keine oder nur wenige (bis 6) Zungenblüten und 5 bis 15 Röhrenblüten. Die Laubblätter sind mehr oder weniger drüsig punktiert.
- Galatella sedifolia subsp. illyrica (Murb.) Greuter (Illyrische Ödland-Aster): Sie kommt im nordwestlichen Balkan vor. Der Blütenkopf hat keine oder nur wenige Zungenblüten und 5 bis 15 Röhrenblüten. Die Hüllblätter sind klebrig glänzend, die Laubblätter sind nicht drüsig punktiert.
- Galatella sedifolia subsp. rigida (DC.) Greuter (Dreinervige Ödland-Aster): Sie kommt im nördlichen Spanien, in Südfrankreich und in der Schweiz vor. Der Blütenkopf hat 8 bis 10 Zungenblüten und 5 bis 15 Röhrenblüten. Die Hüllblätter sind kahl, die Laubblätter sind unbehaart und nicht drüsig punktiert.

## Nutzung
Die Ödland-Aster bildet zur Blütezeit dichte blütenbedeckte Büsche und lässt sich gut in mäßig trockenen, naturnahen Heidegärten, Steppenanlagen und Kiesgärten auf mageren, leichten Böden verwenden. Sie passt gut zu spät blühenden Stauden (z. B. Bergminze, Gold-Aster) und strukturstarken, niedrigeren bis mittelhohen Gräsern (z. B. Silberährengras). Die Pflanze ist winterhart bis −23 °C (Zone 6) und gilt als robust und langlebig. Im Handel ist meist nur die kompakt wachsende, standfeste Auslese 'Nanus' (Höhe bis 45 cm) erhältlich.